# Mustijärvi (sjö i Lappland, lat 67,57, long 23,63)
Mustijärvi är en sjö i Finland. Den ligger i kommunen Muonio i landskapet Lappland, i den norra delen av landet, 800 km norr om huvudstaden Helsingfors. Mustijärvi ligger 198 meter över havet. Arean är 47,1 hektar och strandlinjen är 4,2 kilometer lång. Sjön  ingår i Torne älvs huvudavrinningsområde. 